# Nilza Monte Garcia
Nilza Monte Garcia (San Paolo, 8 novembre 1942 – San Paolo, 10 aprile 2011) è stata una cestista brasiliana.

## Carriera
Con il Brasile ha disputato quattro edizioni dei Campionati mondiali (1964, 1967, 1971, 1975), vincendo la medaglia di bronzo nel 1971.